# Asplenium holosorum
Asplenium holosorum är en svartbräkenväxtart som beskrevs av Christ. Asplenium holosorum ingår i släktet Asplenium och familjen Aspleniaceae. Inga underarter finns listade.